# 버딘 화이트
버딘 애덤스 화이트(영어: Verdine Adams White, 1951년 7월 25일 ~ )는 미국의 음악가로, 밴드 어스, 윈드 & 파이어의 창립 멤버이자 베이시스트로 가장 잘 알려져 있다. 《롤링 스톤》은 그를 역대 최고의 베이시스트 50인 목록에서 19위에 올렸다.

## 경력

### 어스, 윈드 & 파이어
어스, 윈드 & 파이어의 창립 시점부터 베이시스트로 활동해 온 화이트는 그래미 어워드를 여섯 차례 수상하고 두 차례 공로상을 받았으며, 그래미 어워드에는 총 18회 후보에 올랐다. 그는 또한 로큰롤 명예의 전당과 보컬 그룹 명예의 전당에 헌액되는 등 다양한 영예를 안았다. 어스, 윈드 & 파이어는 전 세계적으로 9천만 장 이상의 음반 판매고를 올렸으며, 골드와 플래티넘 인증 음반을 50장 이상 보유하고 있다.
2008년 11월, 화이트는 네이선 이스트로부터 《베이스 플레이어》 잡지의 평생 공로상을 수여받았다. 2010년 2월 26일 금요일, 그는 캘리포니아주 로스앤젤레스 크라운 플라자 베벌리 힐스 호텔에서 열린 행사에서 파이 베타 시그마프라터니티의 일원으로 헌액되었다. 화이트는 아메리칸 콘서버토리 오브 뮤직으로부터 명예 음악박사 학위를 받았다.
2020년 7월 2일, 《롤링 스톤 오스트레일리아》는 화이트를 "역사상 위대한 베이시스트 50위" 목록에서 19위에 선정했다.